# 北上广
北上广，是2000年代末期开始在中国媒体和网络上出现的互聯網用語，为了方便，把中华人民共和国三大一線城市（北京、上海、广州）的第一个汉字连在一起使用。其较正式的説法應为「京沪穗」，它们是中國经济实力最强和拥有最多外国领事馆的三個城市，同時也是中国三大国际航空枢纽机场城市，三市亦分別是中國華北、華東和華南地區的核心城市。另一个相近的用法是加上經濟特區深圳，即「北上广深」，以及香港特别行政区，即「北上广深港」是谓“一线城市”。
早在2008年，上海就被中国国务院批复及定位为世界城市。中国国务院在2010年，将北京定位为世界城市；广州被定位为国际大都市。2016年，上海再度被定位为全球城市。

## “北上广”与“京沪穗”
“京沪穗”是北京、上海、广州三个城市规范的简称或别称。而并不规范的简称“北上广”2009年在媒体上出现的次数超过“京沪穗”，并在之后几年出现的频次大大增高。媒体对“北上广”一词的使用，最早出现在2004年11月22日的《中国计算机报》，表明该词最早应该是IT领域从业者使用的。有文章认为“北上广”的流行“标志着一种草根对话语权的颠覆”，也有看法认为将“京沪穗”改为“北上广”是传统文化的退化。